# Laurenzo Lapage
Laurenzo Lapage (Opbrakel, 14 aprile 1966) è un ciclista su strada e pistard belga dal 1989 al 2002, ricoprendo successivamente il ruolo di direttore sportivo.
Ha svolto questo incarico all'interno del team australiano Mitchelton-Scott dal 2012. Attualmente, dopo due anni nella squadra Intermaché - Wanty, è direttore sportivo in XDS Astana

## Biografia
Laurenzo Lapage è il figlio di Nicolas Lapage, ciclista professionista negli anni '50 e '60, e figliastro del calciatore Paul Van Himst.
Professionista dal 1989 al 2002, si è distinto soprattutto nelle gare su pista, conquistando il titolo di campione belga di inseguimento nel 1989 e di campione della corsa a punti nel 1994. Nel 2002 partecipa all'ultima competizione della sua carriera, la Sei Giorni di Gand.
Nel 2003 è entrato a far parte della dirigenza della squadra US Postal, diventata in seguito Discovery Channel. Nel 2009 è stato direttore sportivo del team statunitense Rock Racing. Nel 2010 e nel 2011 ha ricoperto questo incarico nella squadra kazaka Astana, dove ha incontrato Johan Bruyneel, a capo della squadra US Postal. Dal 2012 al 2021 è stato direttore sportivo dell'Orica-BikeExchange . Nel 2023 entra a far parte della squadra belga Intermarché. Dal 2025 è tornato nel team XDS Astana.

## Storico su pista

### Campionati Europei
- 1995
  - 3º nel campionato europeo americano

### Campionati nazionali
- 1984
  - Campione belga di inseguimento juniores
  - 3º nel campionato belga juniores di chilometri
- 1985
  - Campione belga di inseguimento a squadre amatoriale
- 1986
  - Campione belga di corse derny amatoriali
  - 3º nel campionato belga di inseguimento amatoriale
- 1987
  - Campione americano dilettantistico belga (con Johan Bruyneel)
- 1988
  - Campione belga di inseguimento a squadre amatoriale
  - 2º nel campionato amatoriale belga americano
- 1989
  - Campione belga di inseguimento
- 1994
  - Campione belga della corsa a punti
- 1995
  - 2º nel campionato belga nella corsa a punti

## Storico su strada
- 1987
  - 2º nel Circuito delle regioni fiamminghe
- 1988
  - Bruxelles-Opwijk
  - Gran Premio Victor Bodson

### Risultati sui grandi giri

#### Giro di Spagna
1 partecipazione
- 1992: abbandono alla tappa 14